# Tachytrechus vinogradovi
Tachytrechus vinogradovi är en tvåvingeart som beskrevs av Stackelberg 1971. Tachytrechus vinogradovi ingår i släktet Tachytrechus och familjen styltflugor. Inga underarter finns listade i Catalogue of Life.